# Jardinella isolata
Jardinella isolata é uma espécie de gastrópode  da família Hydrobiidae.
É endémica da Austrália.